# Grundwasserwerk Tonndorf

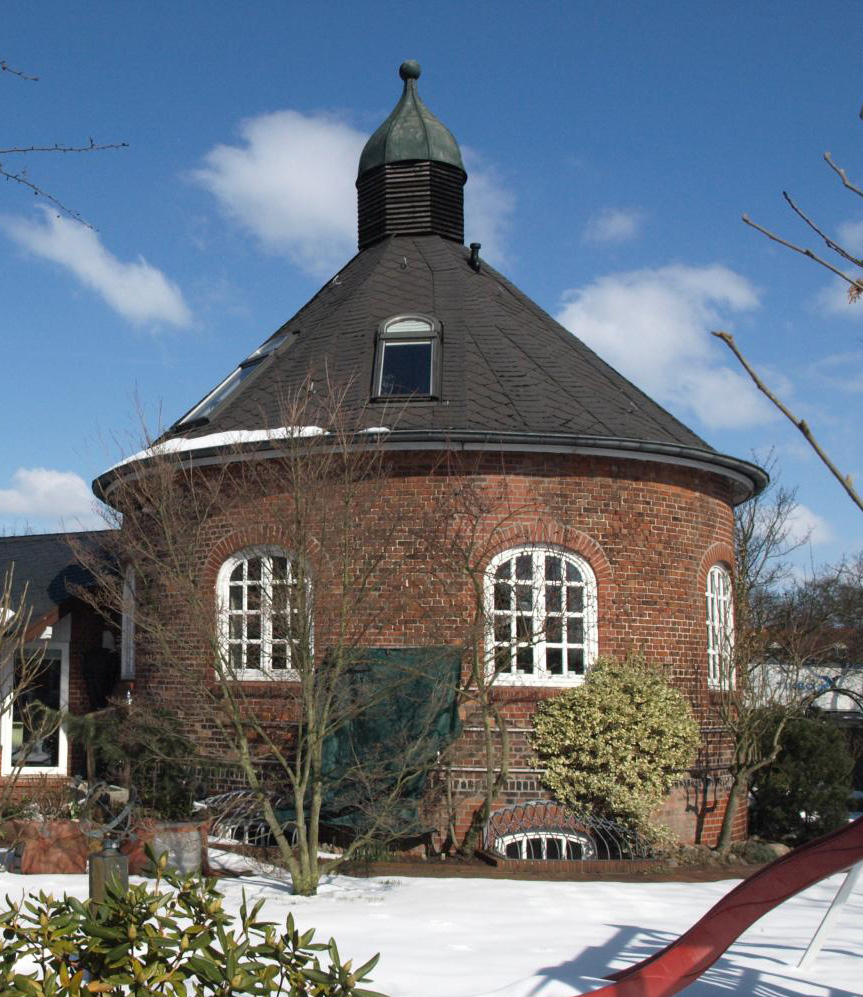
Zentralbau von Südwesten aus gesehen

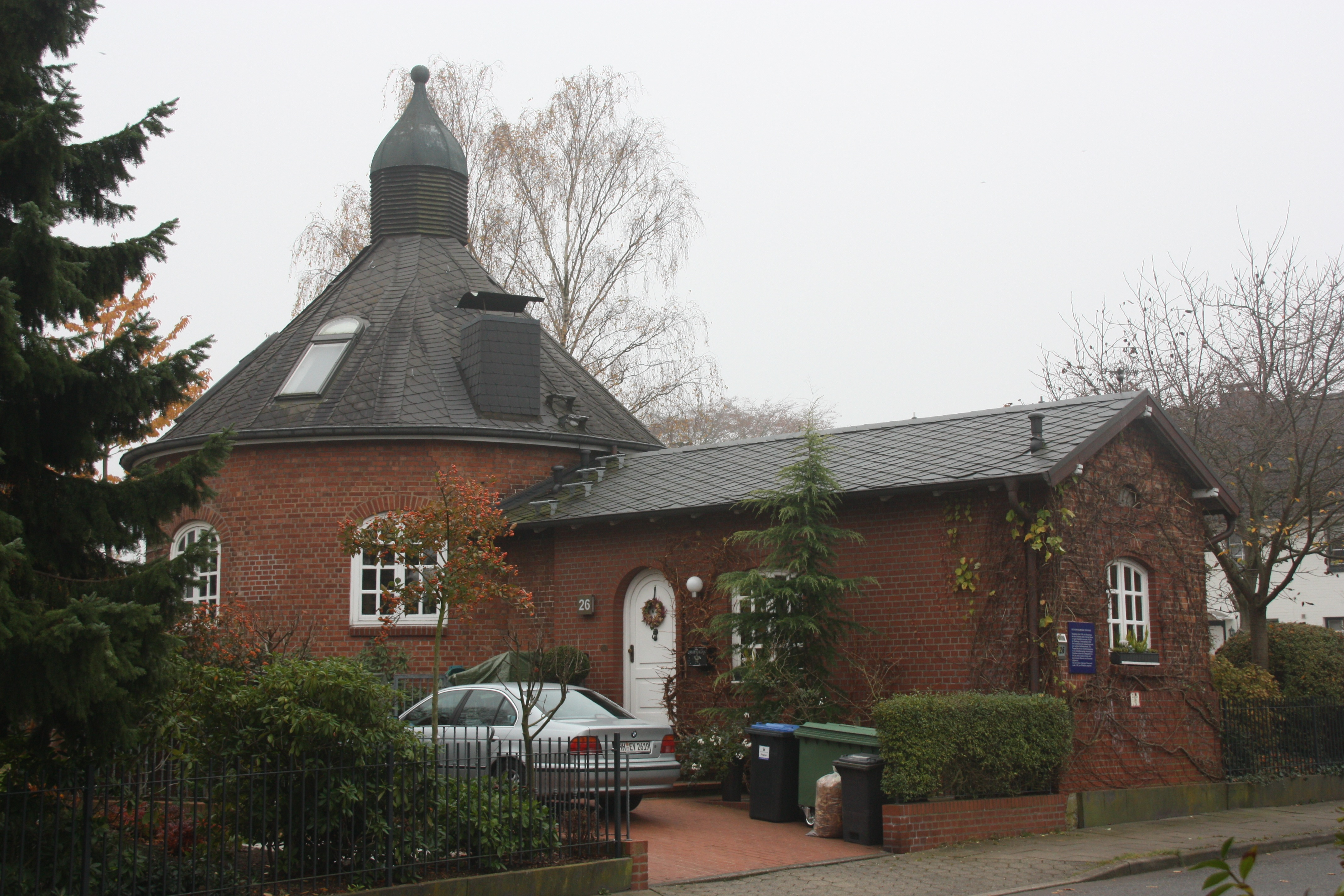
Eingangsseite mit Anbau von Norden aus gesehen

Das ehemalige Grundwasserwerk Tonndorf wurde kurz nach 1900 errichtet. Schon 1891 hatte Wandsbek ein Wasserwerk erhalten, das die damals noch selbstständige Stadt mit Wasser aus dem Großensee versorgte. Das Tonndorfer Grundwasserwerk war als Ergänzung vorgesehen, um den steigenden Bedarf zu decken. 

## Erhaltene Gebäude
Das Ensemble besteht aus einem Zentralbau und einem flachen Anbau, beide in Backsteinbauweise errichtet.
Der Zentralbau mit kreisrundem Grundriss wird durch ein schiefergedecktes Kegeldach mit Laterne abgeschlossen. Rundbogenfenster in gleichmäßigem Abstand sorgen für die Belichtung des Innenraums. Ursprünglich standen hier die Pumpen und die Aufbereitungsanlage.
Der Anbau reicht gerade bis zur Traufe des Zentralbaus. Sein flaches Satteldach ist ebenfalls schiefergedeckt.

## Umnutzung und Denkmalschutz
Das Wasserwerk ist inzwischen stillgelegt. 1980 erfolgte der Umbau zum Wohnhaus. Das Bauwerk wurde am 9. Dezember 1980 in die Denkmalliste ausgewiesener Denkmäler aufgenommen. Es trägt die Nummer 24473.